# Утикеев, Дмитрий Сергеевич
Дмитрий Сергеевич Утике́ев (имя при рождении — Мухамед Сафович, 1926—2009) — советский, российский оперный певец (тенор), театральный режиссёр, музыкальный педагог, Заслуженный артист Карельской АССР (1957), Заслуженный артист РСФСР (1959), Народный артист Карельской АССР (1986).

## Биография
Участник Великой Отечественной войны — в 1943 году был призван в РККА, воевал в составе Балтийского флота на минном заградителе «Урал».
В 1955 году окончил Государственный институт театрального искусства им. А. В. Луначарского (курс Б. А. Покровского на кафедре музыкального театра).
В 1955—1962 годах — солист Музыкально-драматического театра
 Карельской АССР в Петрозаводске.
В 1962—1977 годах, после окончания режиссёрских курсов ГИТИСа, работал главным режиссёром Музыкально-драматического театра Карельской АССР.
В 1973—1984 годах — преподаватель Петрозаводской государственной консерватории по оперному классу.
В 1977—1979 годах — директор Государственного национального ансамбля «Кантеле».
В 1979—1985 годах — режиссёр-постановщик Карельской государственной филармонии.
В 1985—2003 годах — режиссёр-постановщик, главный режиссёр (с 1997 года) Музыкального театра Республики Карелия.
Лауреат Государственной премии ГДР имени Фрица Рейтера (1985).
Оперные партии
- Янго («Вольный ветер», Дунаевский, 1955)
- Рауль («Фиалка Монмартра», И. Кальман, 1955)
- Андрейка («Свадьба в Малиновке», Б. Александров, 1956)
- Владек («Нищий студент», К. Миллекер, 1956)
- Митрусь и Андрей Туманский («Холопка», Н. Стрельников, 1956)
- Альфред («Летучая мышь», И. Штраус, 1957)
- Пабло и Рамон («Поцелуй Чаниты», Ю. Милютин, 1958)
- Гренише («Корневильские колокола», Р. Планкет, 1960)
- Лель («Снегурочка», П. Чайковский, 1958)

Режиссёрские работы
Поставил более 40 спектаклей различных музыкально-театральных жанров:
- опера «Дочь Кубы» (К. Листов, 1962)
- опера «Чио-Чио сан» (Дж. Пуччини, 1963)
- опера «Евгений Онегин» (П. Чайковский, 1966)
- опера «Меч кузнеца» (Ю. Зарицкий, 1972)
- опера «Паяцы» (Р. Леонкавалло, 1975)
- опера «Алеко» (С. Рахманинов, 1999)

оперетты и музыкальные комедии:
- «Джудитта» (Ф. Легар, 1965)
- «Чёрный Дракон» (Д. Модуньо, 1966)
- «Продавец птиц» (К. Целлер, 1967)
- «Баядера» (И. Кальман, 1968)
- «Конкурс красоты» (А. Долуханян, 1969)
- «Севастопольский вальс» (К. Листов, 1985)
- «Прекрасная Галатея» (Ф. Зуппе, 1993)

и другие.